# Коминото
Коминото (малт. Kemmunett) је малено ненасељено острво у Средоземном мору које чини Малтешки архипелаг. Смештено је у централном делу Мореуза Гоцо који раздваја острво Гоцо од Малте, на свега 100 метара северозападно од трећег по величини малтешког острва Комино. 
Површина острва је свега 0,25 км² а просечна надморска висина је 8 метара. Острво је изграђено од кречњачких стена.
Између Комина и Коминота налази се плитка лагуна кристално прозирне плаве воде коју називају Плавом лагуном (или малтешки Лагуна између два Комина малт. Bejn il-Kmiemen). Плава лагуна је туристички изразито привлачно одредиште управ захваљујући кристално прозирној води, плажама од најфинијег белог песка и богатог подморског живота. Бројне јахте у лагуни су редовна појава целе године.